# 陽光政策
陽光政策是由前大韓民國總統金大中所提出，用來和平處理朝鮮半島分裂對立局面的關係。一般認為是根基於西德總理勃蘭特1970年代的新东方政策理論。政策名稱根源自伊索寓言中的故事「北風和太陽」。故事說：北風和太陽比賽如何讓路人的外套脫下來，北風採取的是更用力的吹，但是路人卻把外套抓的更緊；而太陽則是用溫暖的陽光去照路人，路人就主動把外套脫下來。陽光政策也是如此的概念。
2000年6月13日至15日，第一次南北高峰會在平壤舉行，大韓民國總統金大中與朝鮮最高領導人金正日舉行會談。這是朝鮮半島國家分裂55年後兩個國家政權的首次首腦會議，朝韓雙方經過多輪外交談判後達成的聯合宣言，會議後發表了《南北共同宣言》，並因此使金大中获得當年的諾貝爾和平獎。《南北共同宣言》是朝韓分治後，雙方領導人首次會晤後簽署的歷史性文件，是朝韓關係發展中的歷程碑。在《宣言》簽訂5周年之際，朝韓雙方在平壤召開了「民族統一大會」。大會通過了《民族統一宣言》並將6月15日定為「民族之日」。2007年10月2日至4日，盧武鉉政府與北韓召開了第二次首腦會晤並簽訂了《北南關係發展與和平繁榮宣言》。《南北共同宣言》的宗旨得到延續。廣義講由金大中與盧武鉉兩任總統執行的對朝鮮民主主義人民共和國的政策即為陽光政策，此後基本成為韓國進步陣營的對北政策。陽光政策在2008年李明博就任總統及政黨輪替后中止，但在2017年文在寅就任總統後恢復，2022年尹锡悦就任总统后再度中止。现任进步派韩国总统李在明支持阳光政策，主张重启朝韩首脑会晤，并以和平对话方式解决朝核问题。

## 背景
阳光政策的灵感来自于《伊索寓言》中的故事北风与太阳。
早在1971年金大中第一次竞选韩国总统的时候，他就大胆提出了南北“三阶段统一论”的方案，主张“南北交流，对共产党国家敞开外交大门，与朝鲜半岛周边四大国和平合作”。这在当局还在提倡“灭共统一”的当时，引起极大反响。1972年，他还提出南北同时加入联合国，取得国际社会交叉承认等主张。1980年代初，金大中根据国际形势对“三阶段统一论”进行了调整，提出通过“和平共存与交流—邦联—完整统一” 三个阶段实现南北和平统一。1993年，金大中在德国考察了两德统一，进一步充实和完善了“三阶段统一论”的方案。1995年8月出版的《金大中的三阶段统一论》提出了“南北联合—联邦制—统一国家”的三阶段统一方案:157-159:416-417:253-256。经过30年的研究，他认为“三阶段统一论”是正确的，因此他要做“统一总统” :254-256。金大中生于日治时期，第二次世界大战结束后又经历朝鲜半岛南北分裂。他一直深信南北和解是“结束国家分裂悲剧，令祖国统一的最佳方法”，也是实现国家的和平与繁荣的前提。

## 政策要點
1. 任何来自朝鲜的武力挑釁不會被容忍。
2. 大韓民國将不会以任何方式去试图合并朝鲜。
3. 大韓民國會主動積極的与朝鲜尋求合作。

## 正面觀點
政策是基於對朝鲜政權的信任，並相信朝鲜政權短時間之內不會垮台。而不認為朝鲜政權會被經濟問題所深掘，即使經濟有可能造成永遠的傷害。
政策可以透過雙邊或者是多邊溝通的架構來減少武力對峙的緊張。這長遠也會推動正常化朝鲜對美國或是對日本的政治與經濟關係，長遠是達至朝鮮半島和平，並讓美國交出戰時指揮權。

## 侷限性
1. 提法并不严谨，造成朝鲜方面的不悦。阳光政策似乎“一方在上，另一方在下”，没有体现平等性原则。
2. 缺乏透明度。韩国用于启动南北合作的资金，保守派批評为“对北送金”，引起政坛争端。
3. 在消除军事对抗，建立南北军事互信以及保障和平问题上进展不大，没有达到预期的效果。朝鮮並無放棄發展核武。
4. 基本上局限于朝韩双边关系和半岛之内，没有上升到东北亚地区的大战略高度。
5. 受中美關係和韓美關係所牽動，對北政策會受外交關係影響。

## 批評
批评者认为，“阳光政策”不仅未能从根本上改变南北关系，反而使朝鲜独自发展出核武器，使韩国的国家利益受到损害。韩国国内的反对以及美国小布什政府对于“阳光政策”的冷漠态度也使金大中陷入了内外交困的境地，“阳光政策”的延续性也大打折扣。盧武鉉政府維持陽光政策，但及后朝鮮發展核武並成功核試，惟通過六方會談緩和局勢，盧武鉉更于卸任前步行越過韓朝非軍事區，訪問北韓。
陽光政策在2008年李明博就任總統后中止。李明博和朴槿惠領導的保守派政府在執政九年間（2008－2017），堅持要求北韓放棄發展核武，才會進行對話及提供經濟援助。按李明博所言：“我们必须停止单方面无原则的包容策略并实施一个互惠政策来引导朝鲜的真正开放。但根本前提是朝鲜应该完全放弃核武器，只进行核冰结是不够的。我们已经准备好帮助朝鲜走自我开放之路，但条件是朝鲜放弃且必须放弃核武器。”這使兩韓關系在韓國保守派政府執政期間關系十分緊張。